# Commanderie de la Villedieu
Commanderie de la Villedieu ("Villedieu Kommendatúra") a Párizshoz közeli Élancourt közigazgatási területén lévő, eredetileg templomos, majd később ispotályos kommendatúra. Egyes források Commanderie de la Villedieu-lez-Maurepas, illetve Commanderie Villedieu près Trappes néven is hivatkoznak rá. Az első jelentős nevezetesség a Párizsból Santiago de Compostela-ba vezető Via Turonensis elnevezésű zarándokúton.

## Történelme

### Templomosok
A kommendatúrát 1150 és 1180 között alapították a Krisztus és Salamon Templomának Szegény Lovagjai (más néven: Templomos Rend), a pontos dátumról azonban nem maradt fenn feljegyzés. Van feljegyzése azonban a Francia Nemzeti Levéltárnak az adományozó személyéről, aki egy bizonyos Dreux de Villette volt, aki Arnaud de la Ferté hűbérúr hűbérese volt. Ez az okirat Jean de Salisbury püspöksége idejéből (1176-1180) származik, mely azt jelzi, hogy ekkor már állt a kommendatúra legrégibb része és ezt adományozták a Templomos Rendnek.
Villedieu hasonló felépítésű a többihez Észak-Franciaországban, egy központi udvart, kis tavacskával, különféle funkciójú épületek ölelnek körül. Az efféle többsélú épületegyüttesek voltak a helyszínei mind a katonai irányításnak, mind vallási és egyéb: mezőgazdasági, pénzügyi tevékenységeknek. A templomos birtok kb. 300 angol hold (120 ha) föld-, illetve mintegy 110 angol hold (45 ha) erdőterület volt. A templomos időszakból maradt fenn a néhány évtizede felújított Szent Tamás kápolna és egy gárdakörletnek hívott épület, mely eredetileg istálló lehetett.

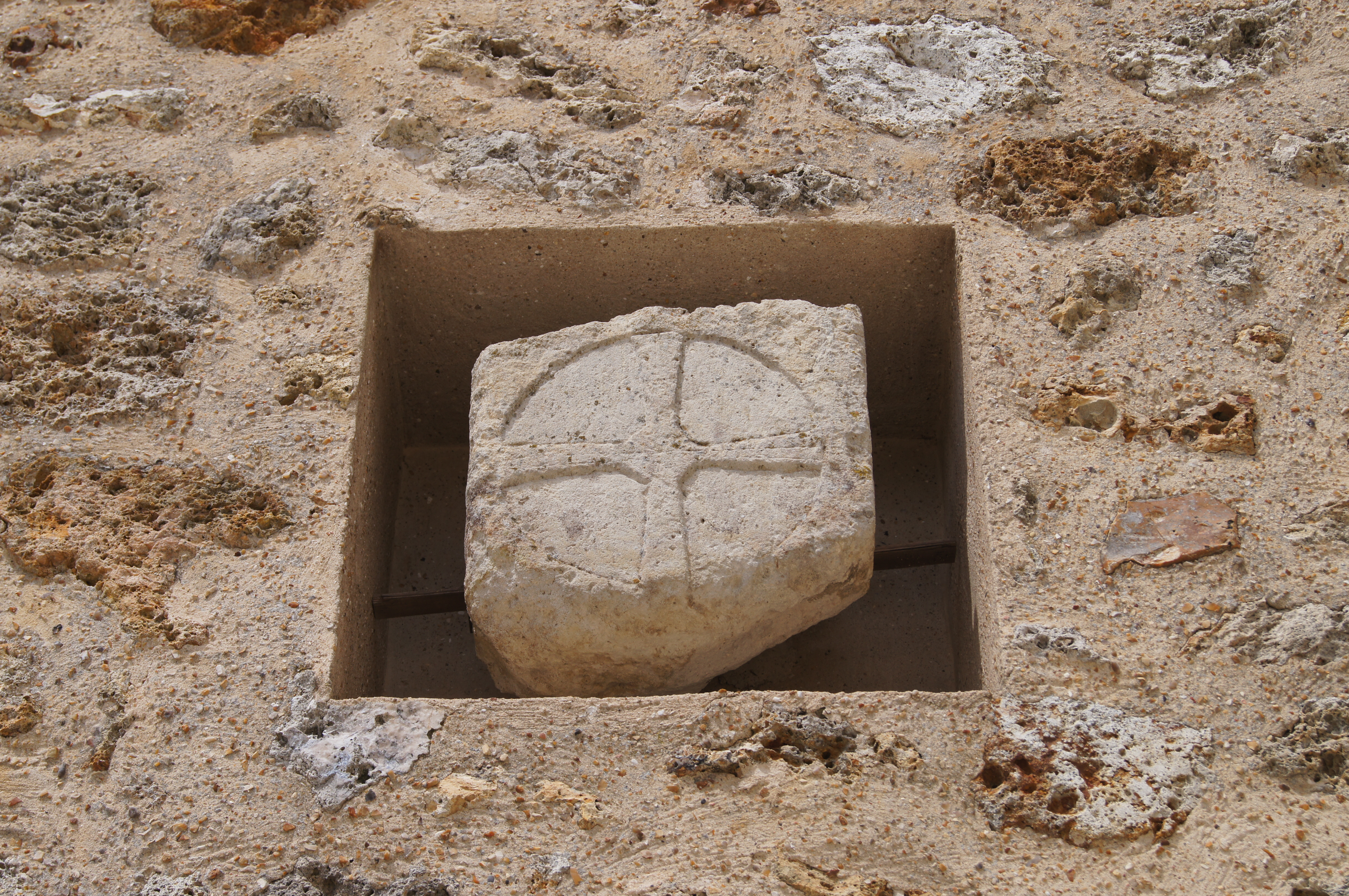
templomos határkő a Villedieu Kommendatúrában

Az 1307-ben kiadott - a templomosok elfogatását elrendelő - királyi rendelet alapján a kommendatúra akkori preceptorát, bizonyos Jean testvért letartóztattak és másik hét templomossal együtt bebörtönözték. Utódát Raoul de Tavernyt 1307. november 10-én kivallatták. Ő volt az egyike annak a 114 templomosnak, akik beadványt nyújtottak be az ítélőszéknek a Rend védelmében.
Az 1970-es években történt felújítási munkálatok során vésett követ találtak egy kör belsejébe vésett templomos kereszttel. Az angliai Westerdale Kommendatúra(fr), illetve a francia Arveyres Kommendatúra(fr) területén hasonló határkövet találtak, így vélhetően ez is ezt a célt szolgálhatta. Ma a kápolnával szembeni épület homlokzatába építve tekinthető meg.

### Ispotályosok
A Templomos Rend feloszlatása után "Villedieu-Maurepas" birtoka a Jeruzsálemi Szent János Ispotályosrend tulajdonába került. 1226 augusztusában a saint-denis-i apátság és királyi temetkezési hely apátjától, Pierre d'Auteuil-től kaptak "regulát".
A kommendatúra épületeggyüttese sok viszontagságot átélt, úgy mint rablótámadásokat, fosztogatásokat, valamint az angol megszállást a százéves háború idején (1337-1453). A harcok nyomán olyan leromlott állapotba került, hogy a francia ispotályos Nagyprior irányítása alá tartozó párizsi "Saint-Jean de Latran" kommendatúra irányítása alá helyezték 1474-ben. A vallásháborúk alatt, 1567-1568-ban a hugenották kifosztották. A birtokot ezután egy uradalmi tiszttartó gondozta és a kápolnában hol egy ispotályos szerzetes, hol pedig Élancourt plébánosa tartott istentiszteleteket, egy 1750-es keltezésű irat szerint.
Már már csak a kápolna és egy határkő maradt fenn az eredeti állapotában, ahogy az egy 1926-os történelmi emlékeket összeíró nyilvántartásban szerepel.

### A forradalom után
1792-ben elkobozták az Ispotályos Rend franciaországi vagyonát az állam javára. Ezután mezőgazdasági szerepe volt az épületeknek és 1900-ban a környék egyik legnagyobb majorsága volt. 1930-as évek és 1970 között elhagyatott volt a terület, amikor is egy állami irányítású vidékfejlesztési közintézményt ("L'établissement public d’aménagement", EPA) alapítottak, mely a korábbi kommendatúra tulajdonosává vált. 1971 és 1978 között komoly felújítások történtek. Ma többcélú kulturális központként üzemel, mely kiállításoknak, szemináriumoknak, munkacsoportoknak és művészeknek ad otthont. Étterem is működik az épületegyüttesben. A Saint-Quentin-en-Yvelines környéki közbirtokosság tulajdonában áll.

## Képek

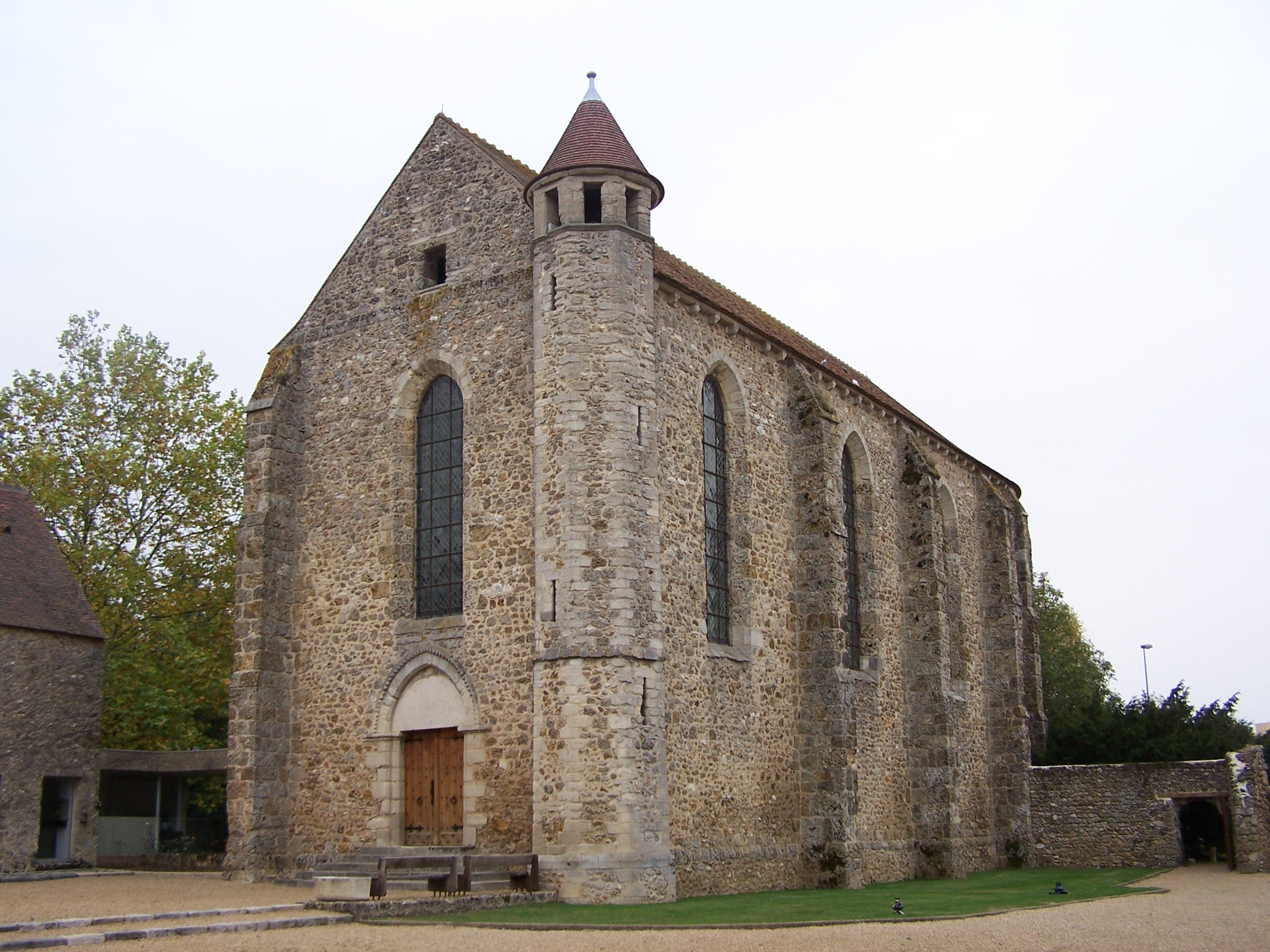
A kápolna
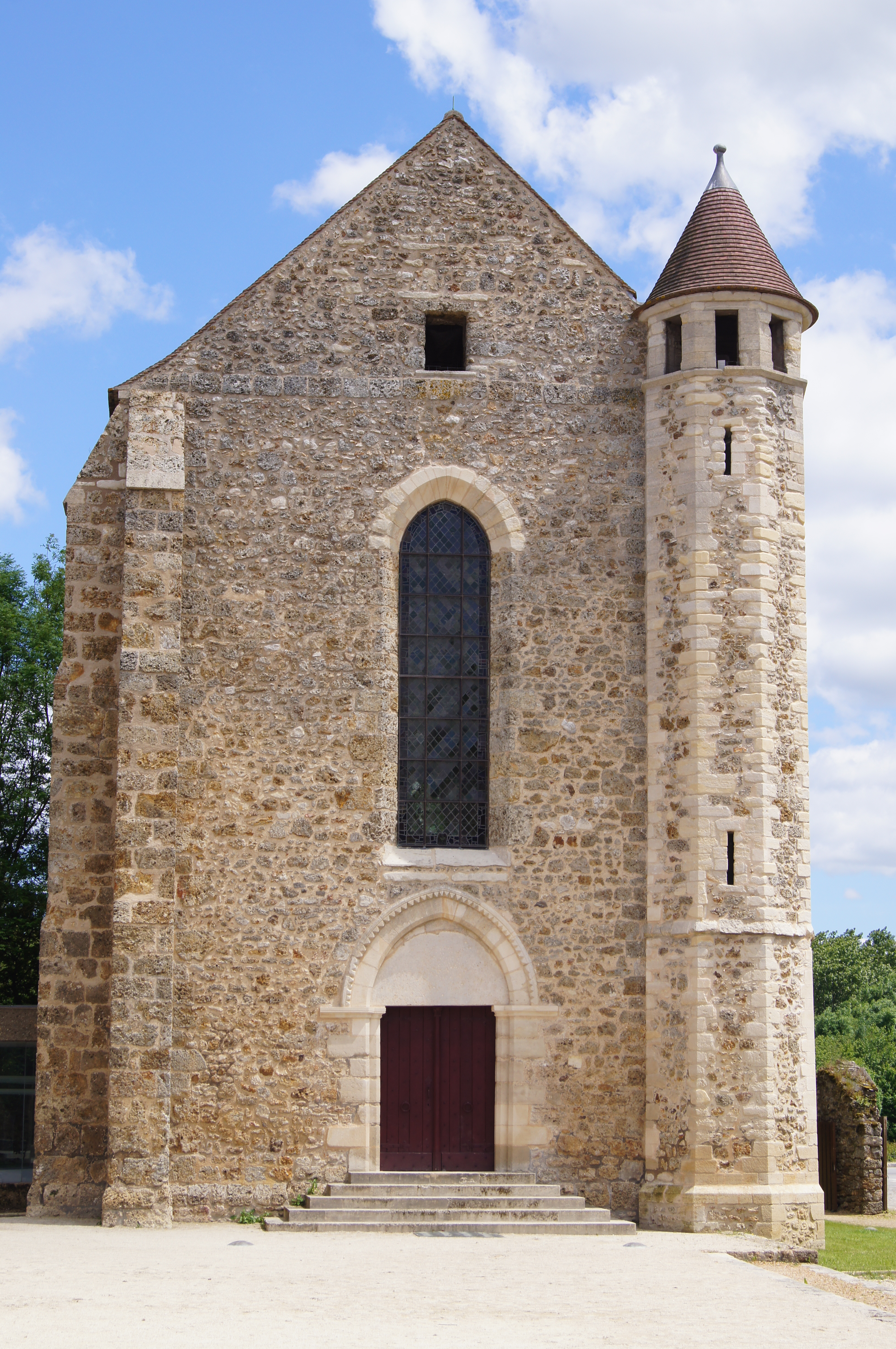
A kápolna bejárata, nyugati oldal
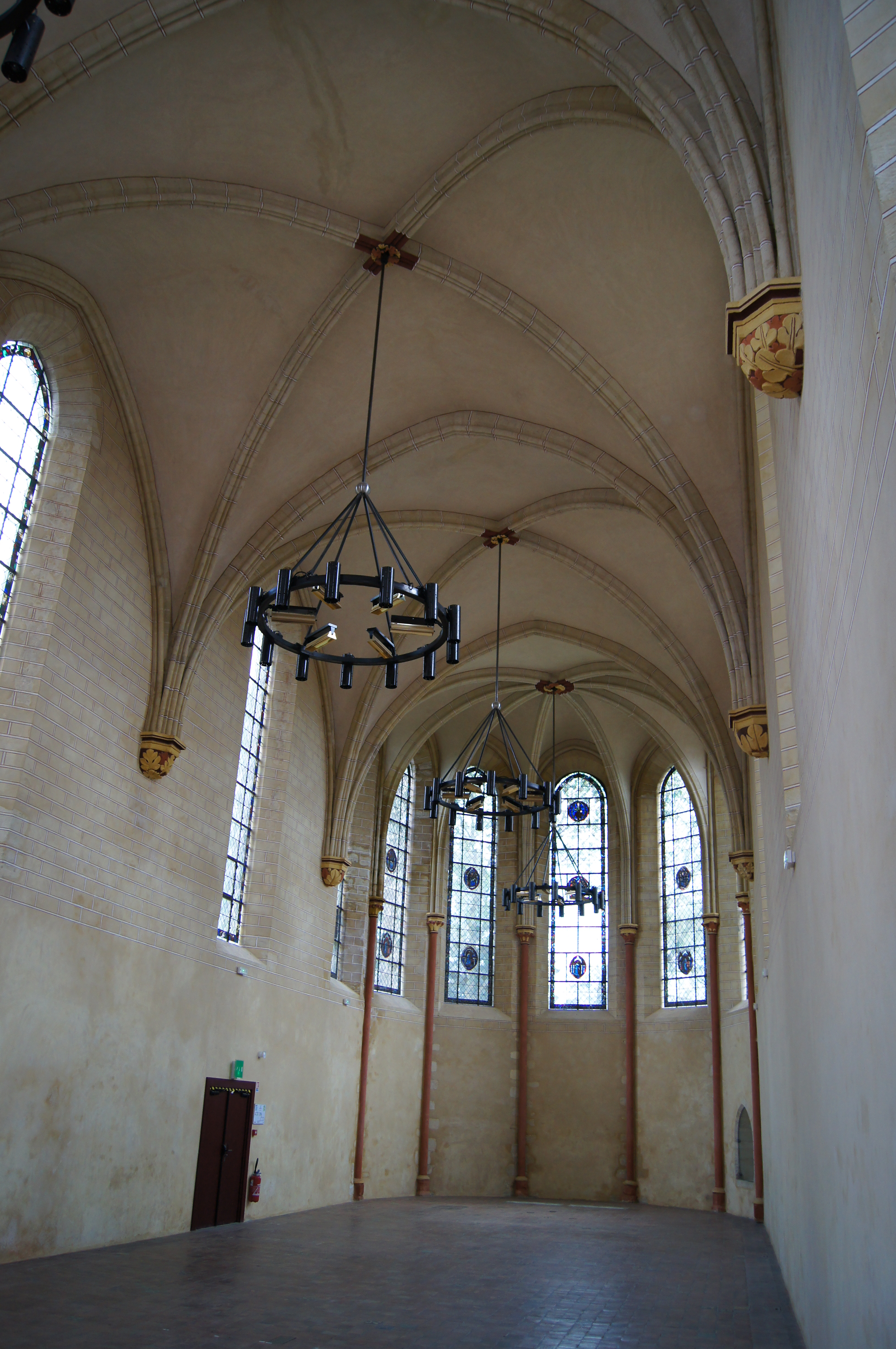
A kápolna belső tere
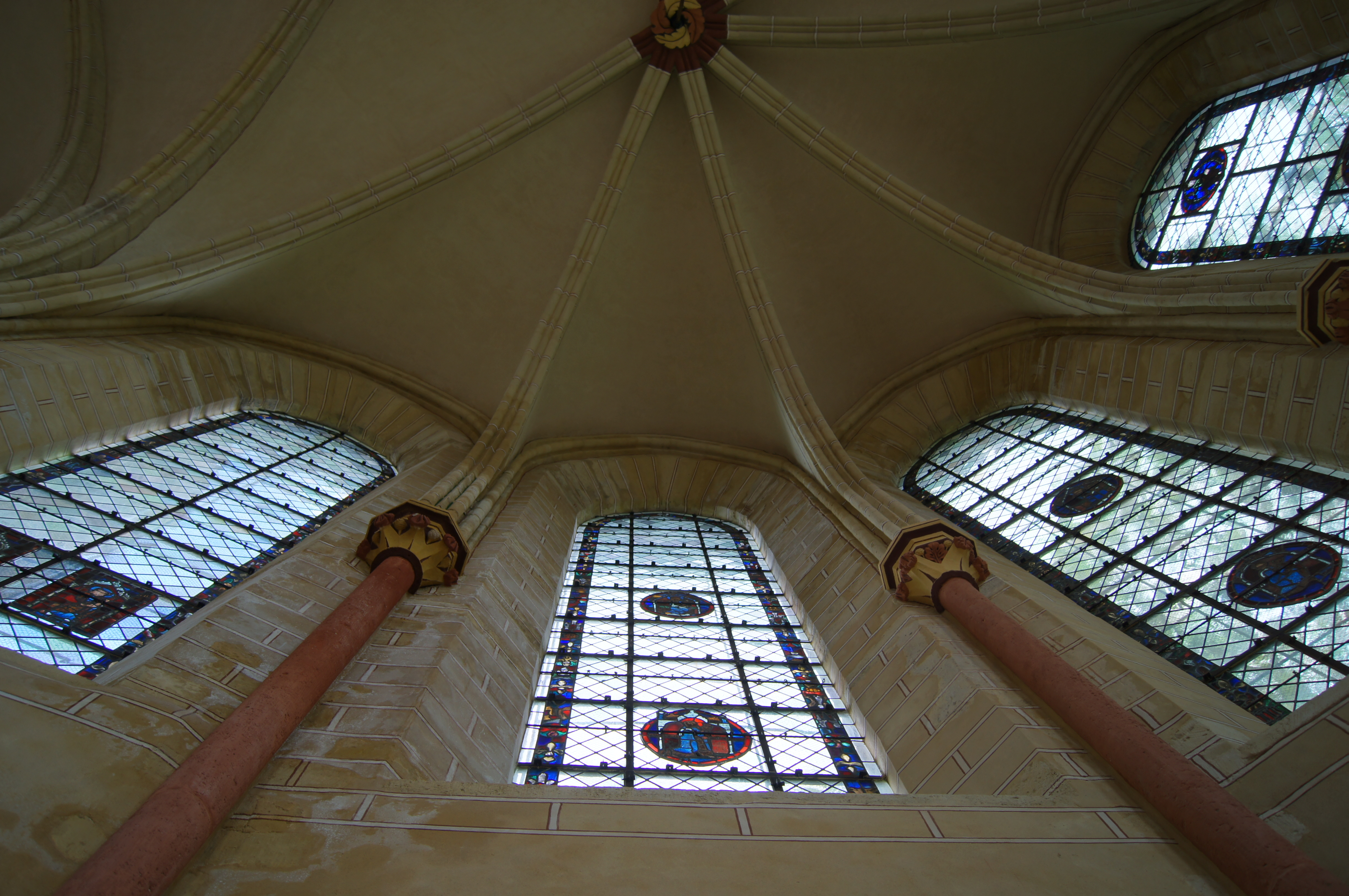
A kápolna boltívei
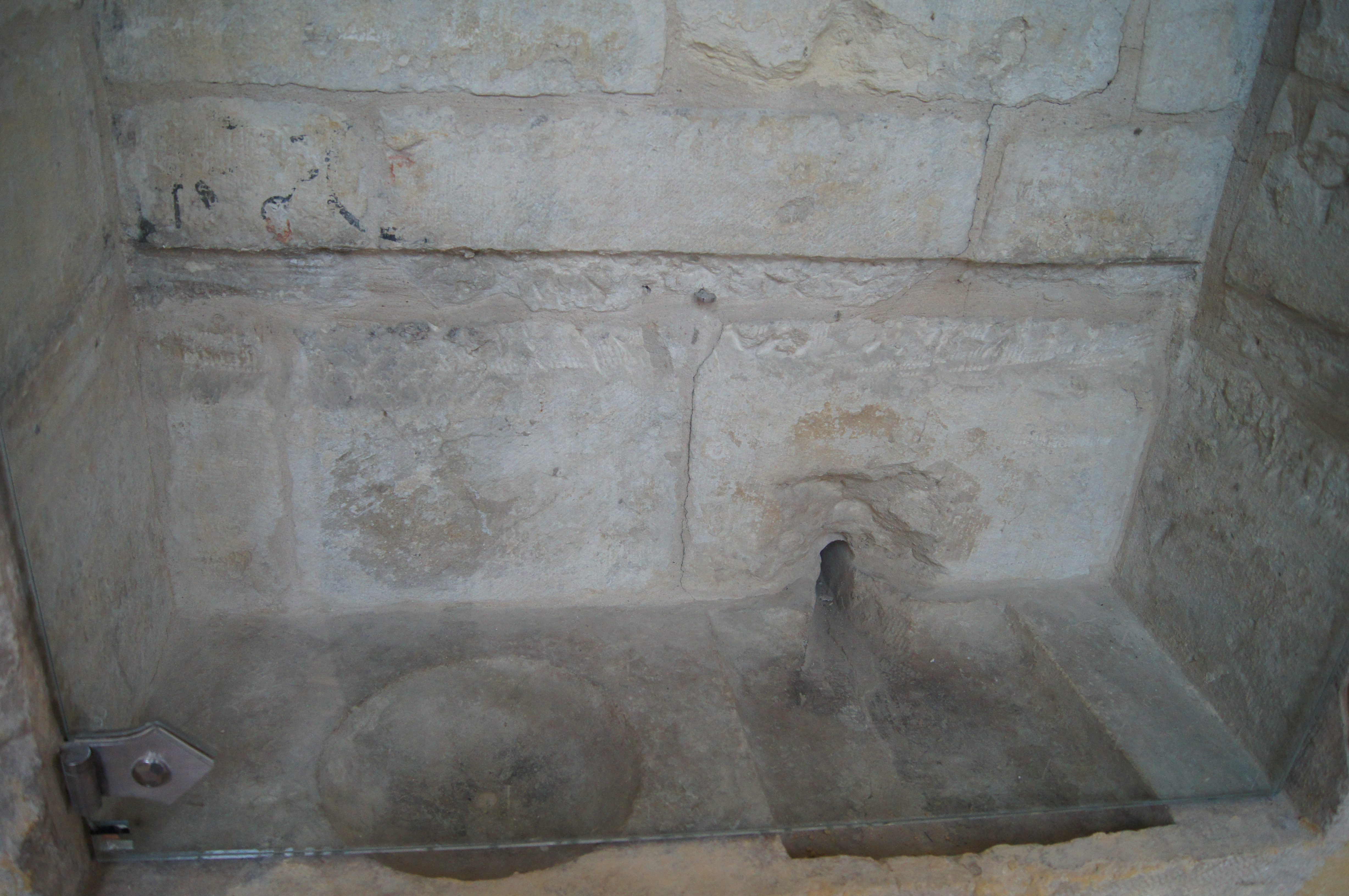
Szenteltvíz-tartó
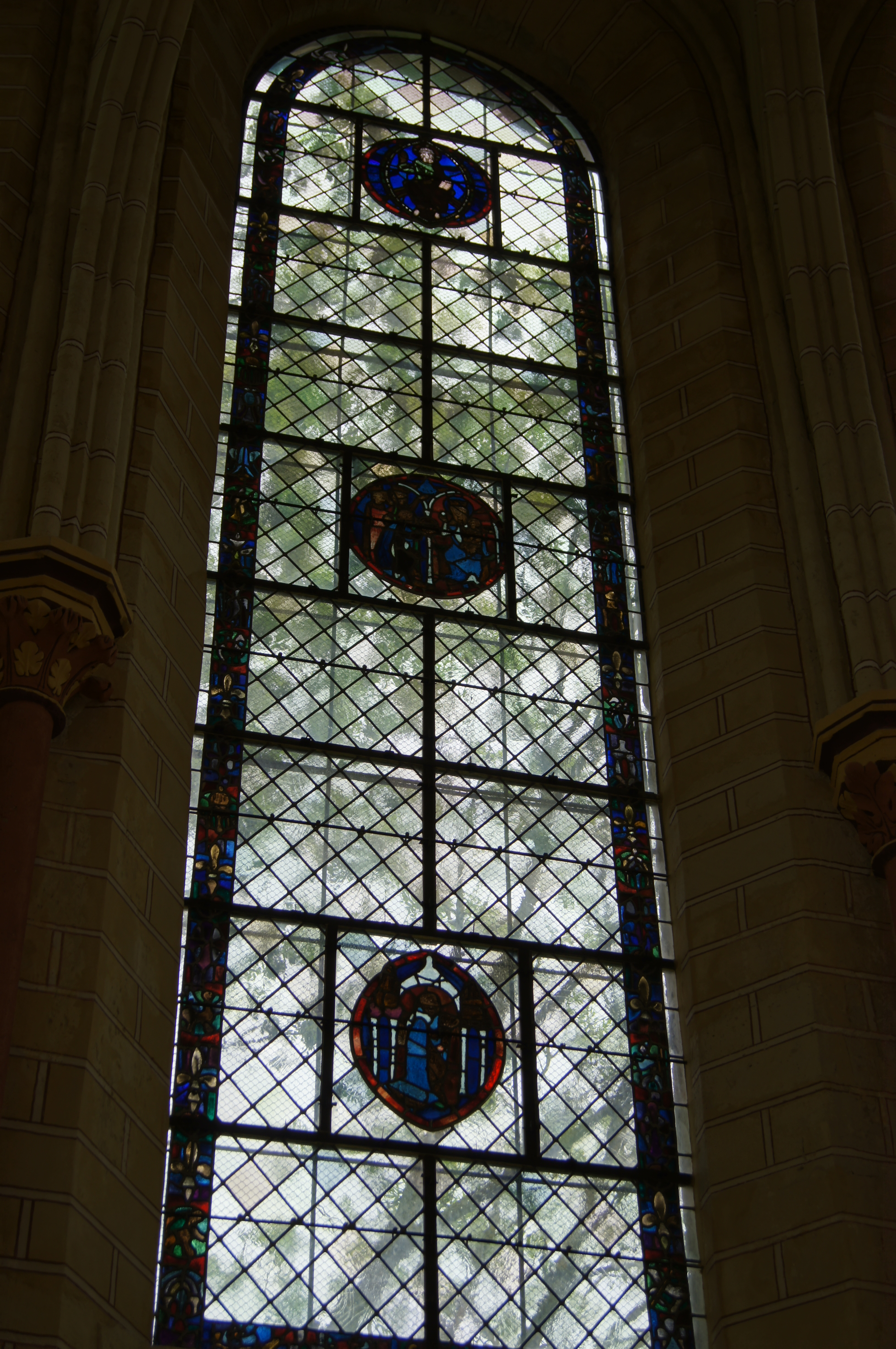
Hasonló, templomos építmény alapján felújított üvegablak
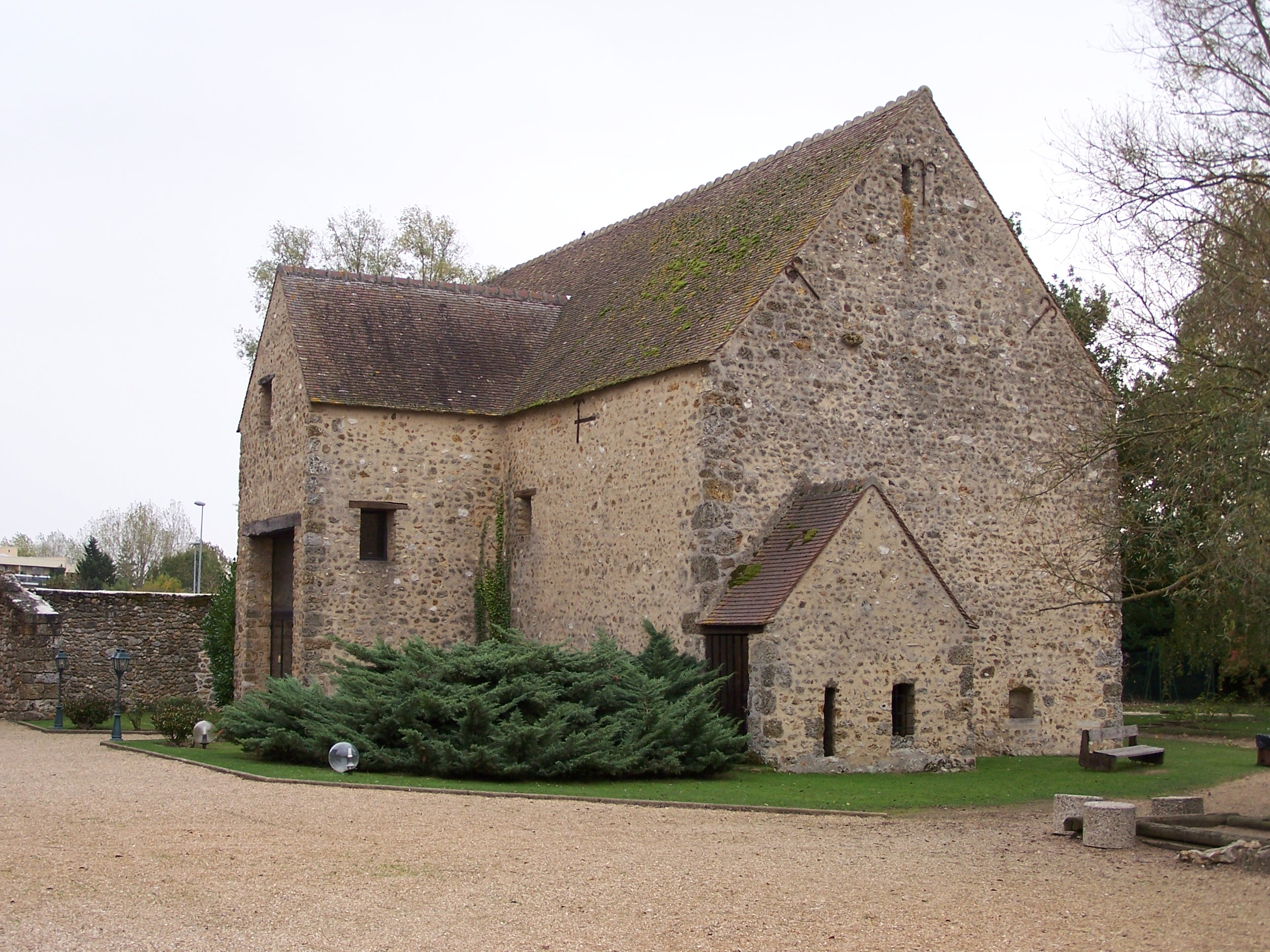
"Gárdaépület", a kápolnától délre, ma bemutatóterem
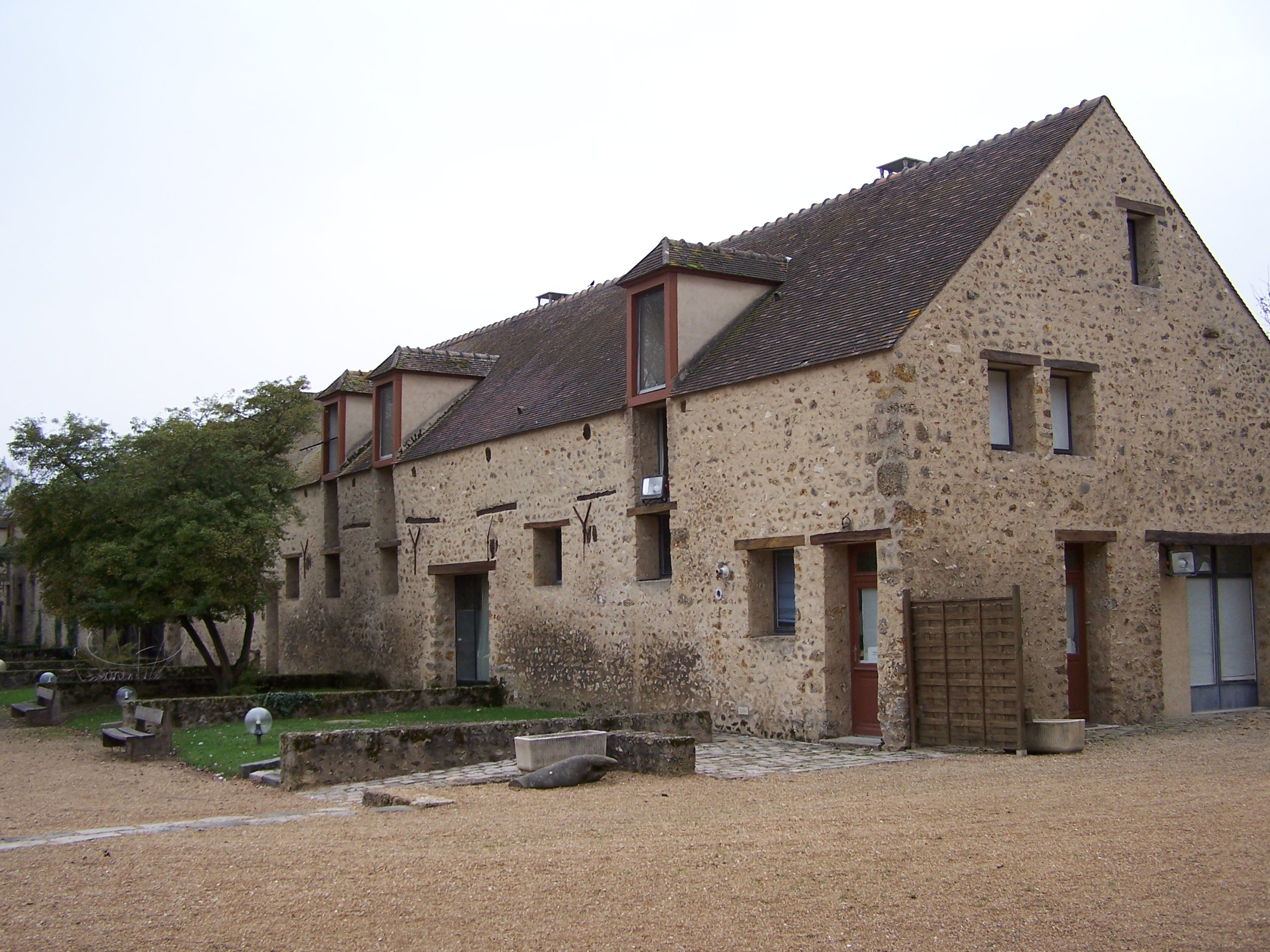
A nyugati oldali épület, a bejárattal szemben
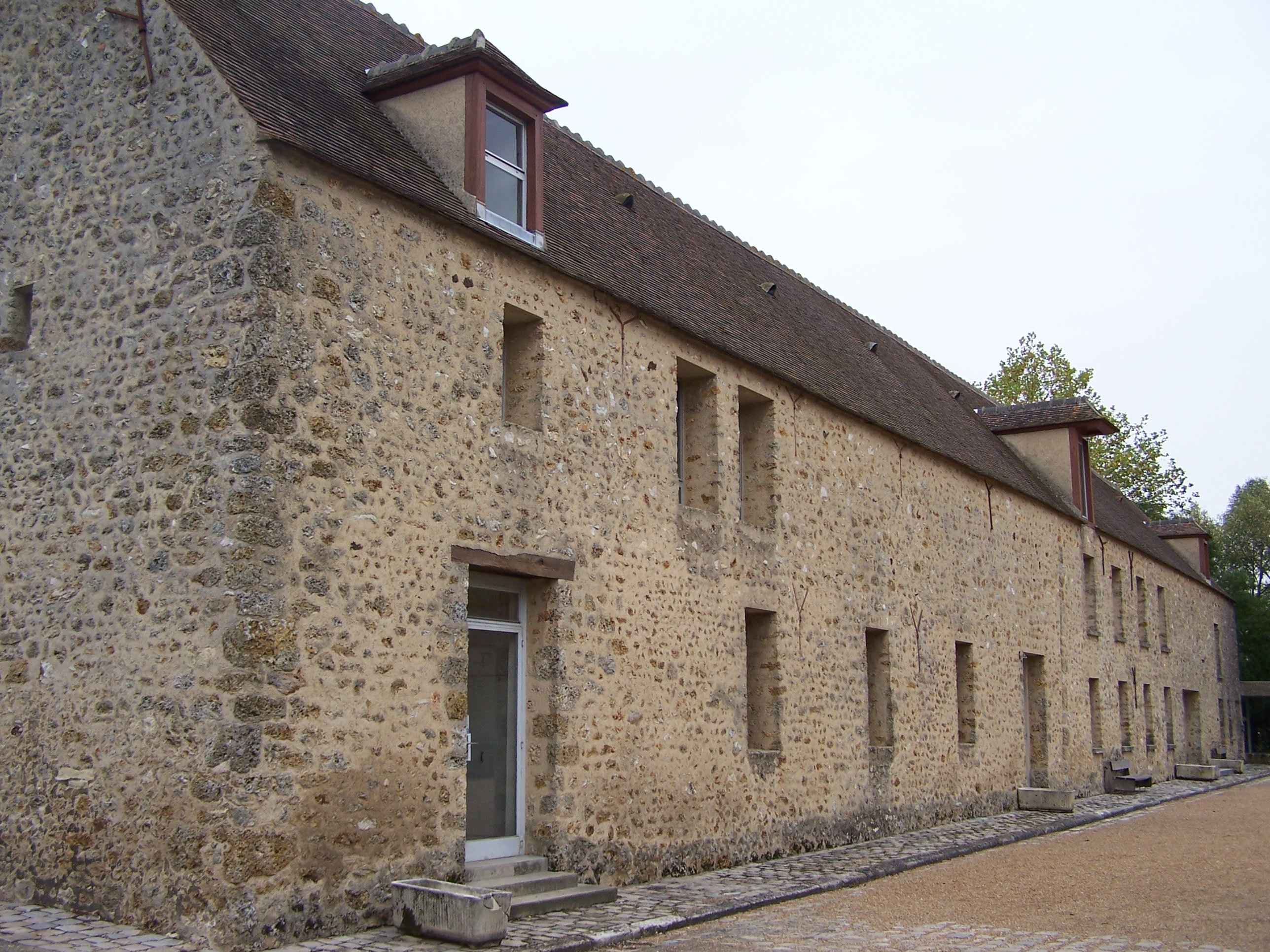
Az északi oldali épület
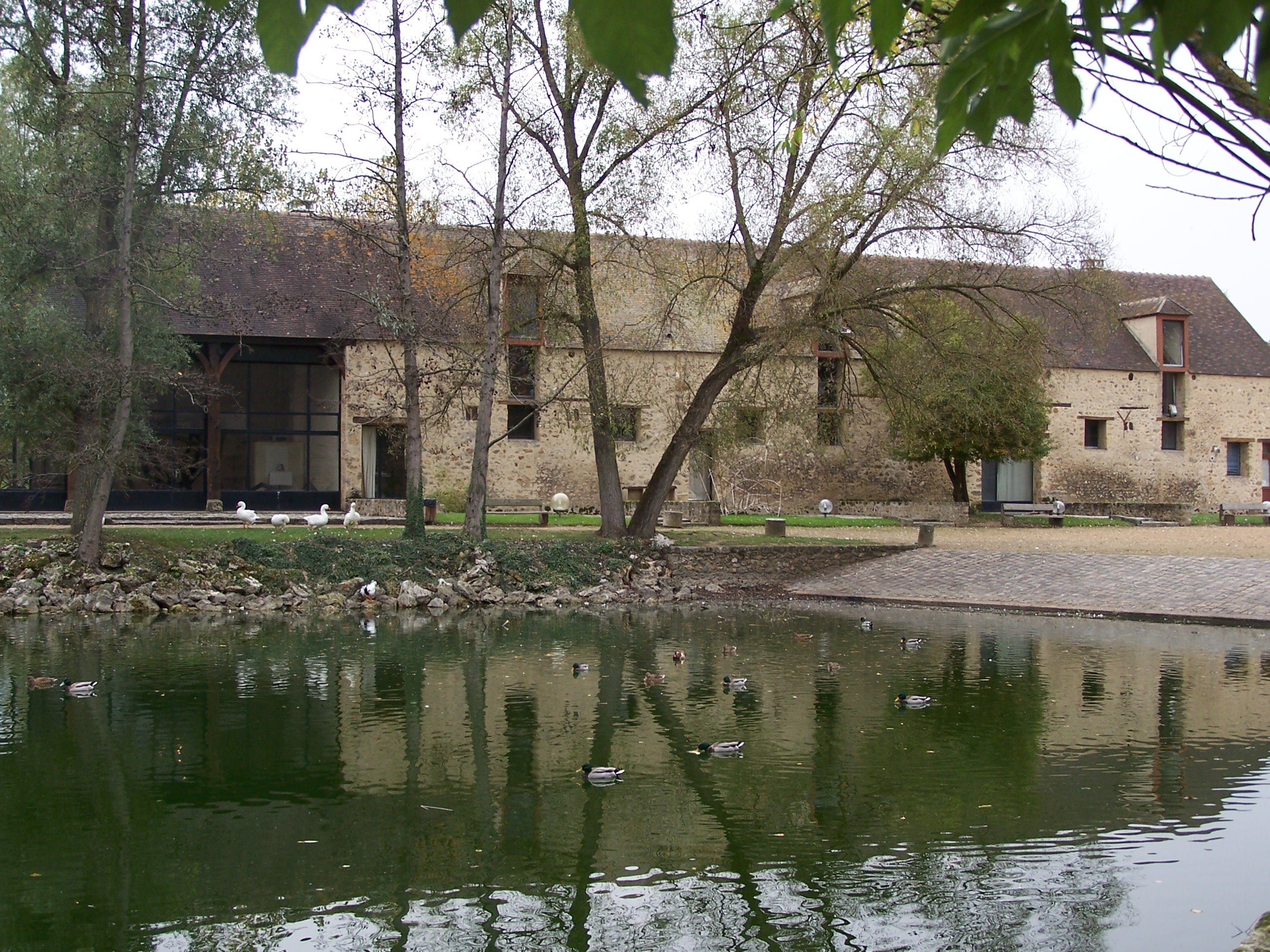
Itató, az udvar déli oldalán

## Bibliográfia
- ↑ Belot 1978: Belot, Victor R.. Histoire d’Élancourt - Histoire de la commanderie des templiers de la Villedieu, utószó: M.A. Danet, Élancourt polgármestere (francia nyelven), szerzői kiadás (1978)
- ↑ Mannier 1872: Mannier, Eugène. Ordre de Malte – Les commanderies du grand-prieuré de France d'après les documents inédits conservés aux Archives nationales à Paris (francia nyelven). Aubry & Dumoulin
- ↑ Barthélemy 1898: Anatole de Barthélemy. Inventaires de Maisons des Temples de la Châtellenie de Vitry (Marne) réunies à l'ordre de Saint-Jean, Revue de l'Orient Latin (francia nyelven)

## Kapcsolódó weboldalak
- La Commanderie des Templiers à Elancourt (francia nyelven)
- Commanderie Templière de la Villedieu d’Elancourt (francia nyelven)
- Villedieu-les-Maurepas (francia nyelven). templiers.net
- Commanderies - existantes ou disparues (francia nyelven). templiers-chevaliers.com . [2019. július 25-i dátummal az eredetiből archiválva]. (Hozzáférés: 2019. augusztus 10.)LinkPDF
- Le Temple (francia nyelven). osmth.net LinkPDF

## Fordítás
- Ez a szócikk részben vagy egészben  a   Commanderie de la Villedieu című francia Wikipédia-szócikk fordításán alapul.  Az eredeti cikk szerkesztőit annak laptörténete sorolja fel. Ez a jelzés csupán a megfogalmazás eredetét és a szerzői jogokat jelzi, nem szolgál a cikkben szereplő információk forrásmegjelöléseként.